# KK Željezničar Karlovac
Košarkaški klub Željezničar je hrvatski košarkaški klub iz Karlovca. 

## Povijest
Zahvaljujući Željezničaru grad je Karlovac od 1959. do 1974. godine bio poznat kao "grad košarke".
Na 9. prvenstvu socijalističke Jugoslavije 1954. bili su 10. na ljestvici, a najbolji hrvatski klub bila je zagrebačka Mladost.
Na prvenstvu socijalističke Jugoslavije 1959. bili su 3. na ljestvici i najbolji hrvatski klub.
Na prvenstvu socijalističke Jugoslavije 1960. bili su 5. na ljestvici.
Na prvenstvu socijalističke Jugoslavije 1961. bili su 7. na ljestvici.
Na prvenstvu socijalističke Jugoslavije 1962. bili su posljednji 7. na ljestvici, a najbolji hrvatski klub bio je Zadar. 
Na prvenstvu socijalističke Jugoslavije 1963. bili su 4. na ljestvici.
Na prvenstvu socijalističke Jugoslavije 1964. bili su 5. na ljestvici.
Te je 1964. godine u lipnju Željezničar ugostio selekciju američkih profesionalnih košarkaških zvijezda, s tadašnjim velikim zvijezdama poput Billa Russella, Oscara Robertsona, Boba Cousyja, Jerryja Lucasa i dr. Nastupili su kao momčad svih zvijezda ("All stars"). Prijateljsku su utakmicu odigrali Hrvatske, pobijedivši 110:65 (50:31). Od reprezentativaca iz Karlovca nastupili su Križan, Kolaković, Kasun, Kiseljak i Ledić.
Na prvenstvu socijalističke Jugoslavije 1965. bili su 7. na ljestvici.
Na prvenstvu socijalističke Jugoslavije 1966. bili su 6. na ljestvici.
Na prvenstvu socijalističke Jugoslavije 1967. bili su 5. na ljestvici.
Na prvenstvu socijalističke Jugoslavije 1967./68. bili su 8. na ljestvici.
U ovom se je razdoblju skupina koja se nije slagala izdvojila i osnovala KK Karlovac 67.
Na prvenstvu socijalističke Jugoslavije 1968./69. bili su 9. na ljestvici.
Na prvenstvu socijalističke Jugoslavije 1969./70. bili su 10. na ljestvici.
Na prvenstvu socijalističke Jugoslavije 1970./71. bili su 12. na ljestvici i ispali iz 1. lige.
Na prvenstvu socijalističke Jugoslavije 1972./73. bili su 14. na ljestvici i ispali iz 1. lige.

## Poznati igrači
Poznati igrači su:
- Boris Križan, drž. reprezentativac
- Slobodan Kolaković, drž. reprezentativac
- Živko Kasun, drž. reprezentativac
- Zlatko Kiseljak, drž. reprezentativac
- Ledić, drž. reprezentativac
- Ivan Jelinčić
- Vladimir Diklić
- Berislav Radišić
- Slavko Cvitković
- Željko Drakšić[4]